# Carl Fredrik Furtenbach
Carl Fredrik Furtenbach, född 29 maj 1766 i Stockholm, död 8 juli 1834, var en svensk häradshövding.

## Biografi
Furtenbach studerade juridik vid Uppsala universitet. Efter några år vid Svea hovrätt fick han 1792 tjänst som häradshövding vid Västerbottens södra kontrakts domsaga. Han efterträdde då sin farbror Carl Jöran Furtenbach. Farbrodern avled 1792 och änkan Märta Helena Örnberg avled 1799, varefter Furtenbach tog hand om deras son Carl Olof Furtenbach.
Furtenbach var en av de som grundade Ytterstfors såg 1796. Han var även med och grundade sågen i Holmfors och hade planer på att förverkliga ett tredje sågverk högre upp längst Byskeälven, något som aldrig blev verklighet.
Efter att ha vanskött sitt arbete så mer eller mindre tvingades han att pensionera sig 1831. Tre år senare avled han.
Under 1790-talet köpte Furtenbach ett flertal hemman på södra sidan av Skellefteälven som han slog samman till Hedensbyn no 13 Carlgård. Där förlängde han en äldre timmerbyggnad, Carlgård, som är Skellefteås äldsta träbyggnad. Därefter anlade han gården innan han flyttade till inlandet. Gården förlorade han efter att ha blivit svårt skuldsatt efter "vidlyftiga affärer".

### Familj
År 1783 gifte han sig med Anna Sophia Wedenberg. Makan avled 1812 och två år efter hennes död gifte han om sig med sin hushållerska Anna Sophia Colldin. Han är begravd i Arvidsjaurs församling.